# Lichtenau, Baden-Württemberg
Lichtenau là một thị trấn nhỏ nằm ở huyện Rastatt, tây nam bang Baden-Württemberg, Đức .